# Nenad Ferčec
Nenad Ferčec (12. travnja 1961.), hrvatski šahist, velemajstor
Na hrvatskoj je nacionalnoj ljestvici od 1. ožujka 2012. godine dvadeset i peti po rezultatima, s 2413 bodova.
Po statistikama FIDE sa službenih internetskih stranica od 12. travnja 2012., 888. je igrač na ljestvici aktivnih šahista u Europi a 1124. na svijetu.
Naslov međunarodnog majstora 1995. godine.
2007. je godine stekao velemajstorski naslov.